# Liste der Kulturdenkmale im Landkreis Meißen

Karte des Landkreises Meißen

In der Liste der Kulturdenkmale im Landkreis Meißen sind die Kulturdenkmale im Landkreis Meißen aufgelistet. Grundlage der Einzellisten sind die in den jeweiligen Listen angegebenen Quellen. Die Anmerkungen sind zu beachten. 
Diese Liste ist eine Teilliste der Liste der Kulturdenkmale in Sachsen.

## Aufteilung
Wegen der großen Anzahl von Kulturdenkmalen im Landkreis Meißen ist diese Liste in Teillisten nach den Städten und Gemeinden aufgeteilt.
Zusätzlich zu untenstehender Aufteilung gibt es die Kategorie:Kulturdenkmal der Schmalspurbahn Radebeul Ost–Radeburg: Die der Gemeinde Radebeul zugeordneten Mobilien sowie die in Radebeul liegenden Immobilien finden sich in der Liste der Radebeuler Kulturdenkmale der Lößnitzgrundbahn.
| - Diera - Golk - Hebelei - Keilbusch - Kleinzadel - Löbsal | - Mischwitz - Naundorf - Naundörfel - Niederlommatzsch - Niedermuschütz - Nieschütz | - Oberlommatzsch - Obermuschütz - Schieritz - Seilitz - Zadel - Zehren |

| - Ebersbach - Beiersdorf - Bieberach - Cunnersdorf - Ermendorf | - Freitelsdorf - Göhra - Kalkreuth - Lauterbach | - Marschau - Naunhof - Reinersdorf - Rödern |

| - Großenhain - Bauda - Colmnitz - Folbern - Görzig - Krauschütz - Nasseböhla | - Rostig - Skassa - Skäßchen - Skaup - Strauch - Stroga - Treugeböhla | - Uebigau - Walda-Kleinthiemig - Weßnitz - Wildenhain - Zabeltitz - Zschauitz |

| - Althirschstein - Bahra - Boritz - Heyda - Kobeln | - Mehltheuer - Neuhirschstein - Pahrenz - Prausitz - Schänitz |

| - Barnitz - Deila - Gasern - Görna - Großkagen - Käbschütz - Kaisitz - Krögis - Leutewitz - Löbschütz | - Löthain - Luga - Mauna - Mehren - Mohlis - Niederjahna - Nimtitz - Nössige - Oberjahna - Planitz | - Porschnitz - Priesa - Pröda - Schletta - Schönnewitz - Sieglitz - Soppen - Sornitz - Stroischen |

| - Klipphausen - Batzdorf - Bockwen - Burkhardswalde - Constappel - Garsebach - Gauernitz - Groitzsch - Hühndorf - Kleinschönberg - Kobitzsch - Lampersdorf - Lotzen - Miltitz | - Munzig - Naustadt - Pegenau - Perne - Pinkowitz - Piskowitz - Polenz - Reichenbach - Reppina - Riemsdorf - Robschütz - Röhrsdorf - Roitzschen - Rothschönberg | - Sachsdorf - Scharfenberg - Schmiedewalde - Seeligstadt - Semmelsberg - Sönitz - Sora - Spittewitz - Tanneberg - Taubenheim - Ullendorf - Weistropp - Weitzschen - Wildberg |

| - Lampertswalde - Adelsdorf - Blochwitz - Brockwitz - Brößnitz - Mühlbach | - Niegeroda - Oelsnitz - Quersa - Schönborn - Weißig am Raschütz |

| - Lommatzsch - Albertitz - Altlommatzsch - Birmenitz - Churschütz - Daubnitz - Dörschnitz - Ickowitz - Jessen - Krepta | - Lautzschen - Marschütz - Mögen - Neckanitz - Paltzschen - Piskowitz - Poititz - Prositz - Roitzsch - Scheerau | - Schwochau - Sieglitz - Striegnitz - Trogen - Wachtnitz - Weitzschenhain - Wuhnitz - Zöthain - Zscheilitz |

| - Meißen (linkselbische Gemarkungen) - Dobritz - Fischergasse - Klostergasse - Klostergut zum heiligen Kreuz - Klosterhäuser - Korbitz - Lercha - Meißen (Gemarkung) mit den Stadtteilen - Altstadt (A–I) - Altstadt (J–Z) - Hintermauer, Rotes Haus, Kynast - Neudörfchen - Plossen - Rauhenthal - Triebischtal - Triebischvorstadt - Obermeisa - Questenberg - Siebeneichen | - Meißen (rechtselbische Gemarkungen) - Bohnitzsch - Cölln - Nassau - Niederfähre m. Vorbrücke - Niederspaar - Oberspaar - Proschwitz - Rottewitz - Winkwitz - Zaschendorf - Zscheila |

| - Nossen - Abend - Badersen - Bodenbach - Deutschenbora - Elgersdorf - Eulitz - Gallschütz - Göltzscha - Graupzig - Gruna - Heynitz - Höfgen - Ilkendorf - Karcha - Katzenberg - Klessig | - Kottewitz - Kreißa - Leuben - Leippen - Lossen - Mahlitzsch - Mertitz - Mettelwitz - Mutzschwitz - Neubodenbach - Noßlitz - Oberstößwitz - Perba - Pinnewitz - Praterschütz - Pröda | - Radewitz - Raußlitz - Rhäsa - Rüsseina - Saultitz - Schleinitz - Schrebitz - Stahna - Starbach - Wahnitz - Wendischbora - Wolkau - Wuhsen - Wunschwitz - Zetta - Ziegenhain |

| - Nünchritz - Diesbar-Seußlitz - Goltzscha - Grödel - Leckwitz - Merschwitz | - Naundörfchen - Neuseußlitz - Roda - Weißig - Zschaiten |

| - Priestewitz - Altleis - Baselitz - Baßlitz - Blattersleben - Böhla - Böhla Bahnhof - Gävernitz - Geißlitz - Kmehlen | - Kottewitz - Laubach - Lenz - Medessen - Nauleis - Porschütz - Stauda - Strießen - Wantewitz - Zottewitz |

| - Radeburg - Bärnsdorf - Bärwalde - Berbisdorf | - Boden - Cunnertswalde - Großdittmannsdorf - Kurort Volkersdorf |

| - Riesa (A–K) - Riesa (L–Z) - Böhlen - Canitz - Gostewitz - Jahnishausen | - Leutewitz - Mautitz - Nickritz - Oelsitz - Pochra |

| - Stauchitz - Bloßwitz - Dobernitz - Dösitz - Gleina - Groptitz - Hahnefeld - Ibanitz - Kalbitz - Panitz | - Plotitz - Pöhsig - Prositz - Ragewitz - Seerhausen - Staucha - Steudten - Stösitz - Treben - Wilschwitz |

| - Thiendorf - Dobra - Kleinnaundorf - Lüttichau - Naundorf - Ponickau | - Sacka - Stölpchen - Tauscha - Welxande - Würschnitz - Zschorna |

| - Zeithain - Cottewitz - Gohlis - Jacobsthal - Kreinitz - Lorenzkirch | - Moritz - Neudorf - Promnitz - Röderau - Zschepa |